# Castillo de Eynsford
El castillo de Eynsford es una fortificación medieval en ruinas situada en Eynsford, Kent. Construido en el emplazamiento de un burh de piedra anglosajón anterior, el castillo fue construido por William de Enysford, probablemente entre 1085 y 1087, para proteger las tierras de Lanfranc, el arzobispo de Canterbury, de Odo, el obispo de Bayeux.
Constaba de un patio interior y otro exterior, el primero protegido por una cortina de piedra. En 1130 se mejoraron las defensas y se construyó una gran sala de piedra en el patio interior. La familia de Enysford mantuvo el castillo hasta que su línea masculina se extinguió en 1261, cuando se dividió a partes iguales entre las familias Heringaud y de Criol. Un juez real, William Inge, compró la mitad del castillo en 1307, y se produjeron discusiones entre él y su copropietario, Nicholas de Criol, que saqueó Eynsford en 1312. El castillo nunca fue reocupado y cayó en ruinas, y en el siglo XVIII se utilizó para albergar perreras y establos de caza. Las ruinas comenzaron a restaurarse a partir de 1897, intensificándose los trabajos después de 1948, cuando el Ministerio de Obras Públicas se hizo cargo de la gestión del castillo. En el siglo XXI, el castillo de Eynsford es gestionado por English Heritage y está abierto a los visitantes.